# James Bernard (4e comte de Bandon)
James Francis Bernard, 4e comte de Bandon (12 septembre 1850 - 18 mai 1924) titré « vicomte Bandon » (entre 1856 et 1877) est un homme politique et pair anglo-irlandais.
Il est un cousin de St John Brodrick, 1er comte de Middleton, qui est à la tête de l'Alliance unioniste irlandaise du sud au moment de la Guerre d'indépendance irlandaise (1919-1921).

## Domaines
Il réorganise ses divers domaines du comté de Cork par voie de règlement en 1876 et plus loin en 1895 et 1896, y compris l'hypothèque des terres à ses agents Richard Wheeler Doherty, et la nomination de George et John Jones et Doherty comme ses avocats. Il est nommé haut shérif du comté de Cork en 1875.

## Hostilité à l'IRA
Le siège de la famille, Castle Bernard, près de Bandon, dans le comté de Cork, est l'une des grandes maisons incendiées pendant la guerre anglo-irlandaise au début des années 1920 par l'armée républicaine irlandaise sous Sean Hales le 21 juin 1921. La maison est incendiée comme mesure de contre-représailles contre la politique britannique visant à incendier les maisons de républicains irlandais présumés.
Lord Bandon est enlevé et retenu en otage pendant trois semaines avant d'être libéré le 12 juillet. L'IRA menace de le faire exécuter si les Britanniques poursuivent l'exécution des prisonniers de l'IRA. Pendant sa captivité, Bandon aurait joué froidement aux cartes avec ses ravisseurs, qui semblent l'avoir assez bien traité. 

## Distinctions

### Décorations britanniques
- Chevalier de l'Ordre de Saint-Patrick (29 août 1900)
- Médaille du jubilé d'or de Victoria (21 juin 1887)
- Médaille du jubilé de diamant de Victoria (20 juin 1897)
- Médaille du couronnement du roi Édouard VII (26 juin 1902)
- Médaille du couronnement du roi George V (30 juin 1911)